# Sociedad Española de Mineralogía
La Sociedad Española de Mineralogía es una asociación científica dedicada a la promoción de la enseñanza e investigación en mineralogía y en los campos directamente relacionados, como la cristalografía, petrología, geoquímica y yacimientos minerales. La junta directiva constituyente estuvo formada por profesores de mineralogía como Manuel Font-Altaba (presidente), y Vicente Sos Baynat, participando también coleccionistas y comerciantes de minerales. La Sociedad fue reconocida legalmente el 22 de noviembre de 1976. Forma parte de la Confederación de Sociedades Científicas de España (COSCE), de la Unión Europea de Mineralogía (EMU) y de la Asociación Mineralogíca Internacional (IMA). Actualmente cuenta con unos 280 miembros. En 2018 fue elegida para presidir la sociedad la profesora Blanca Bauluz, de la Universidad de Zaragoza.

## Actividades
Desde su fundación, la Sociedad Española de Mineralogía ha realizado reuniones científicas cada año, en distintas ciudades españolas. La primera se celebró en Madrid el 2 de diciembre de 1978, junto con una feria de venta minerales y un homenaje al coleccionista de minerales Joaquim Folch Girona, creador de la Colección Folch de Minerales. La siguiente, ya con el  formato convencional de los congresos científicos, con varios días de duración, se celebró en Sevilla en 1980.

## Publicaciones

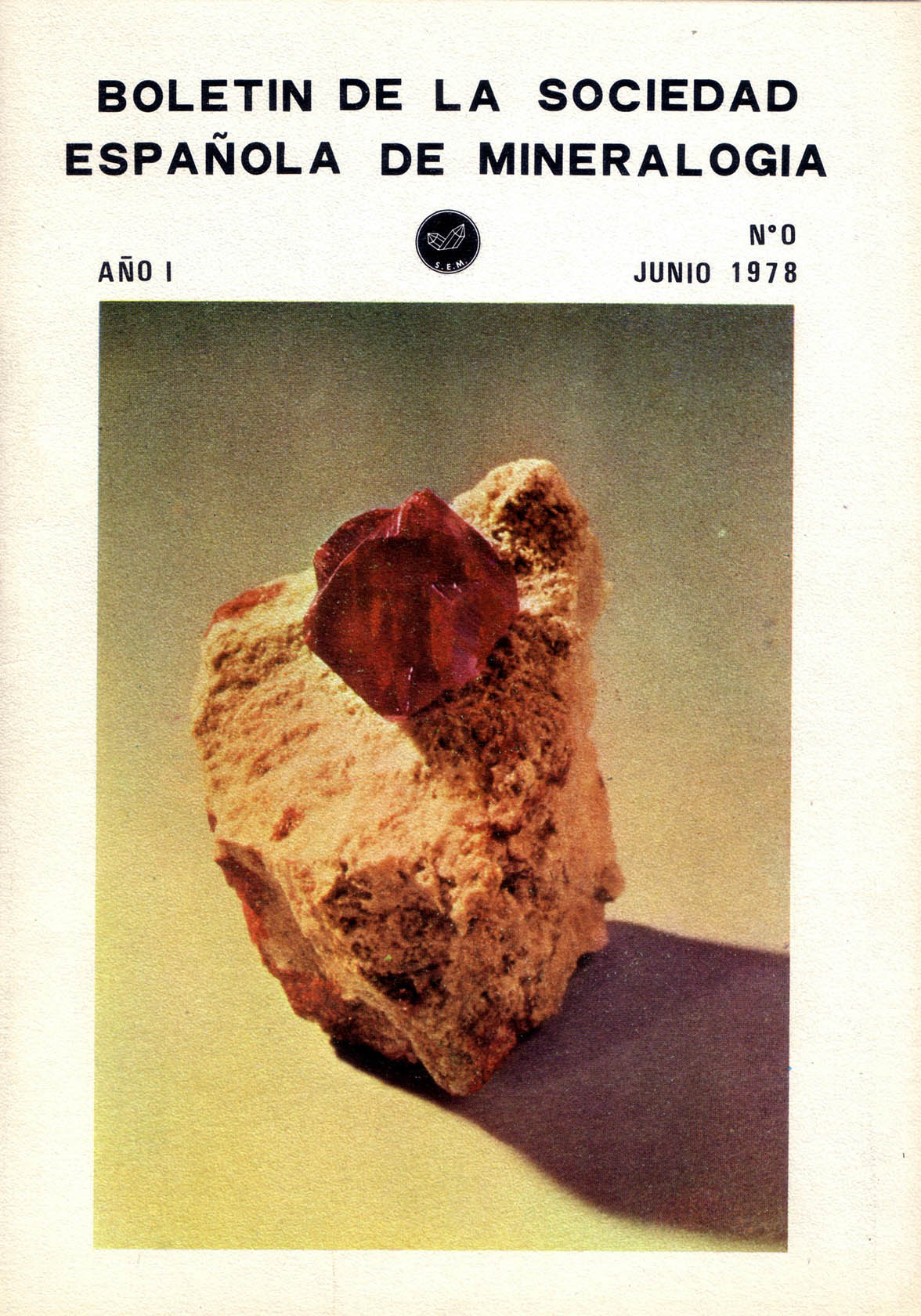
Cubierta del número 0 del Boletín de la Sociedad Española de Mineralogía.

Desde 1978 hasta 2003 editó una revista titulada Boletín de la Sociedad Española de Mineralogía, 45 volúmenes en total, destinados o bien a la publicación de los resúmenes de las comunicaciones presentadas en los congresos o a la publicación de artículos científicos completos. En su última etapa fue dirigido por Purificación Fenoll. Desde 2004 edita la revista Macla, que incluye las comunicaciones presentadas a los congresos de la Sociedad, y que desde 2014 se edita solamente en versión electrónica con acceso libre. También edita la serie de monografías, agrupadas bajo el nombre de Seminarios SEM, publicados en formato electrónico en acceso libre. Además participa en la edición de las revistas internacionales European Journal of Mineralogy y Elements. En el año 2000, con el apoyo del Instituto Universitario de Xeoloxía ‘Isidro Parga Pondal’, editó una versión facsímil del libro de Salvador Calderón Los Minerales de España, publicado en 1910.